# Gallin-Kuppentin
Gallin-Kuppentin – gmina w Niemczech, w kraju związkowym Meklemburgia-Pomorze Przednie, w powiecie Ludwigslust-Parchim, wchodzi w skład Związku Gmin Eldenburg Lübz.